# ラリー・モンテカルロ

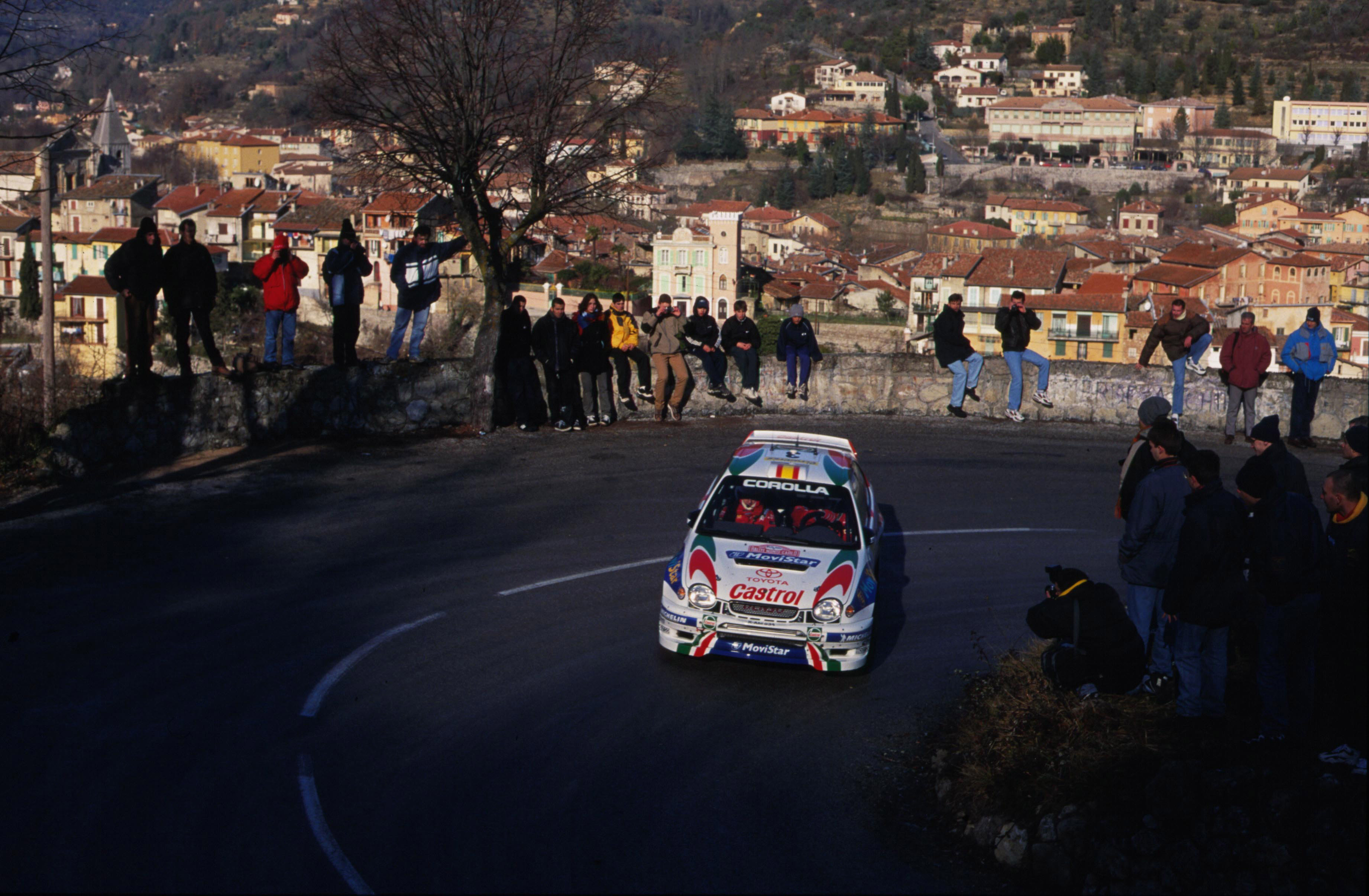
1999年大会

ラリー・モンテカルロ（仏: Rallye Automobile Monte Carlo）は、モナコ公国を中心に行われる世界ラリー選手権 (WRC) のイベント。1911年より行われている、ラリー競技の雛形となった歴史的イベントである。

## 概要

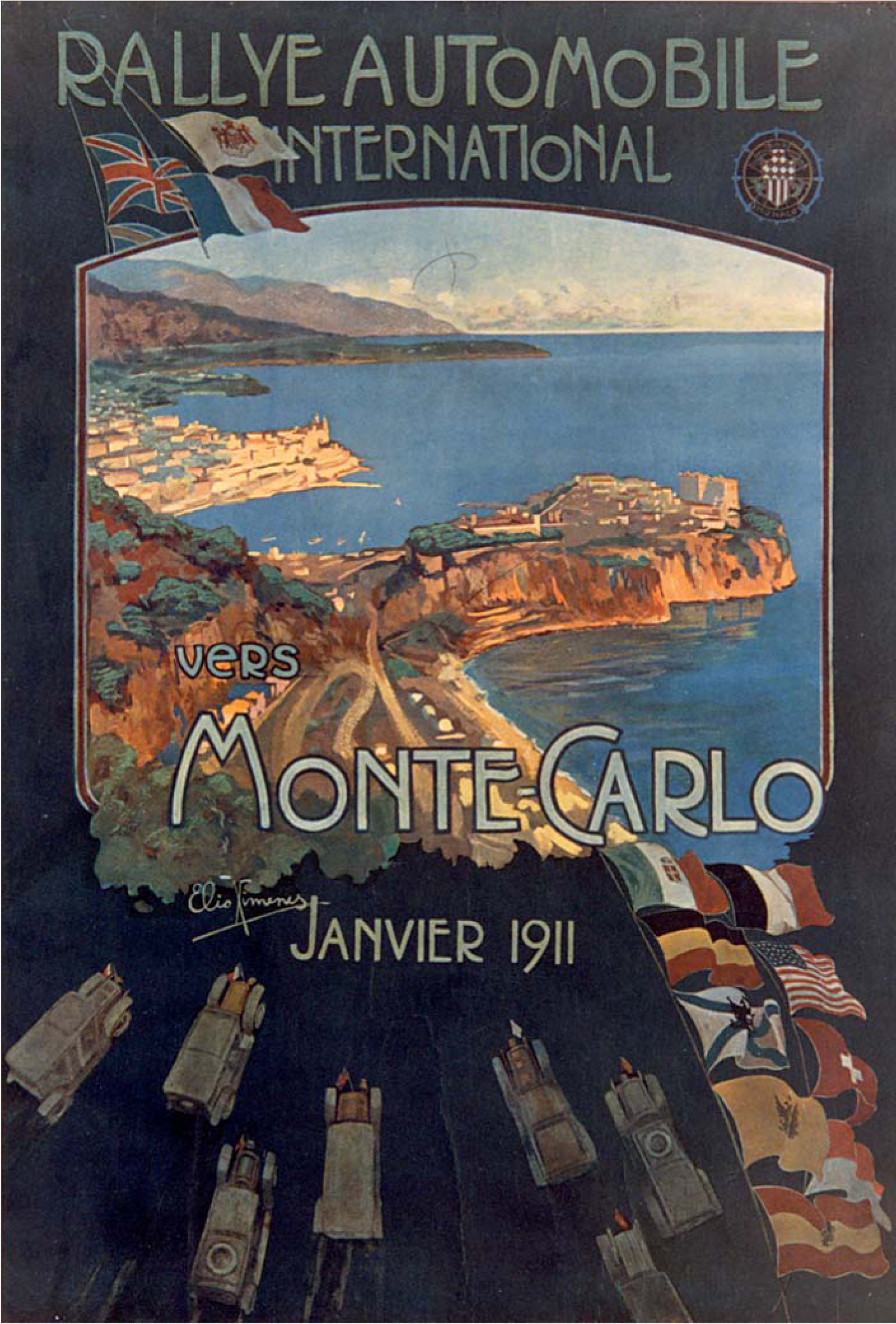
1911年大会のポスター

F1のモナコグランプリと同じく、モナコ自動車クラブ（Automobile Club de Monaco、ACM）がラリーを主催する。初開催されたのはインディ500初開催年と並び同年となる1911年で、現在行われている国際モータースポーツイベントの中でも最も古い部類に入る。格式も高く、いわゆる世界三大レースにも匹敵すると言われている。
例年1月下旬に開催され、ダカール・ラリーやデイトナ24時間レースと並んで、新年のモータースポーツシーズンの幕開けを告げるイベントでもある。世界ラリー選手権（WRC）では伝統的に開幕戦として行われるが、例外もあった。1996年はWRC開催地のローテーション制（各イベントを1年おきに開催）が導入され、当時WRCの下位クラスだった2リッターワールドカップ（W2L）の一戦として開催された。また、2009年から2011年は主催者ACMの判断により、当時WRCを凌ぐ人気を得ていたインターコンチネンタル・ラリー・チャレンジ (IRC) の一戦として開催されていたが、2012年からWRCのカレンダーに復帰した。
かつては参加車がヨーロッパ各都市を出発して約1,000 kmを48時間で走りきり、本戦前にモナコに集参する「コンサントラシオン」（正式名称:「パルクール・デ・コンサントラシオン」）という前座ステージがあった。初期には競技の主体であったが、各ラリーの画一化を図る国際自動車連盟（FIA）の意向、主催のACMが各都市で車検を行う事への負担、および1980年代以降のラリーがSS主体で争われる競技へ変質したことから、ラリーのプロモーションという面しか持たなくなり、WRCとしては1995年を最後に廃止された。コンサントラシオンは、その後1997年よりヒストリックカーカテゴリとして分離し、受け継がれている。詳細は後述の「ラリー・モンテカルロ・ヒストリック」を参照。

## 特徴
地中海沿岸の高級リゾート都市モナコのモンテカルロ地区にスタート/ゴール地点が置かれる。有名な公営カジノ前の広場でセレモニアルスタートが行なわれ、夜間にモナコから北西に300 km以上離れたフランスオート＝アルプ県の山岳地帯へ移動。2日目・3日目はギャップを拠点に、周辺のアルプス山脈の険しく曲がりくねった峠道を走行する。その後再びモナコへ戻り、上位60台のみが最終日のSSアタックへ向かう。最終日恒例のモナコGPコースで行われるタイムトライアルは1964年に廃止されたが、2007年からGPコースの一部を使用したスーパーSSへと刷新された。競技終了後は宮殿前で表彰式が行なわれ、時のモナコ大公から銀の賞杯が授与される。
舗装された公道を走るターマックラリーであるが、真冬の山間部は天候が変わりやすく、路面状況もドライ、ウェット、アイス、時にはスノーと刻々と変化し、タイヤ選択が非常に難しいことで知られる。アイスノートクルー（偵察班）の事前報告に基づくペースノートの修正、難しい路面状況でも慎重にタイムロスを抑える運転など、車の性能よりも選手の経験や技量がものをいうイベントである。
SSはレースゲームなどでも再現されたチュリニ峠（Col de Turini）やシステロン（Sisteron）、ブロー峠 （Col de Braus）などが有名である。チュリニ峠がナイトステージで行われた頃は、つづら折りの坂道を走る車のヘッドライトの光が闇を切り裂く様を指して「長いナイフの夜（Night of the Long Knives）」と呼んだ。

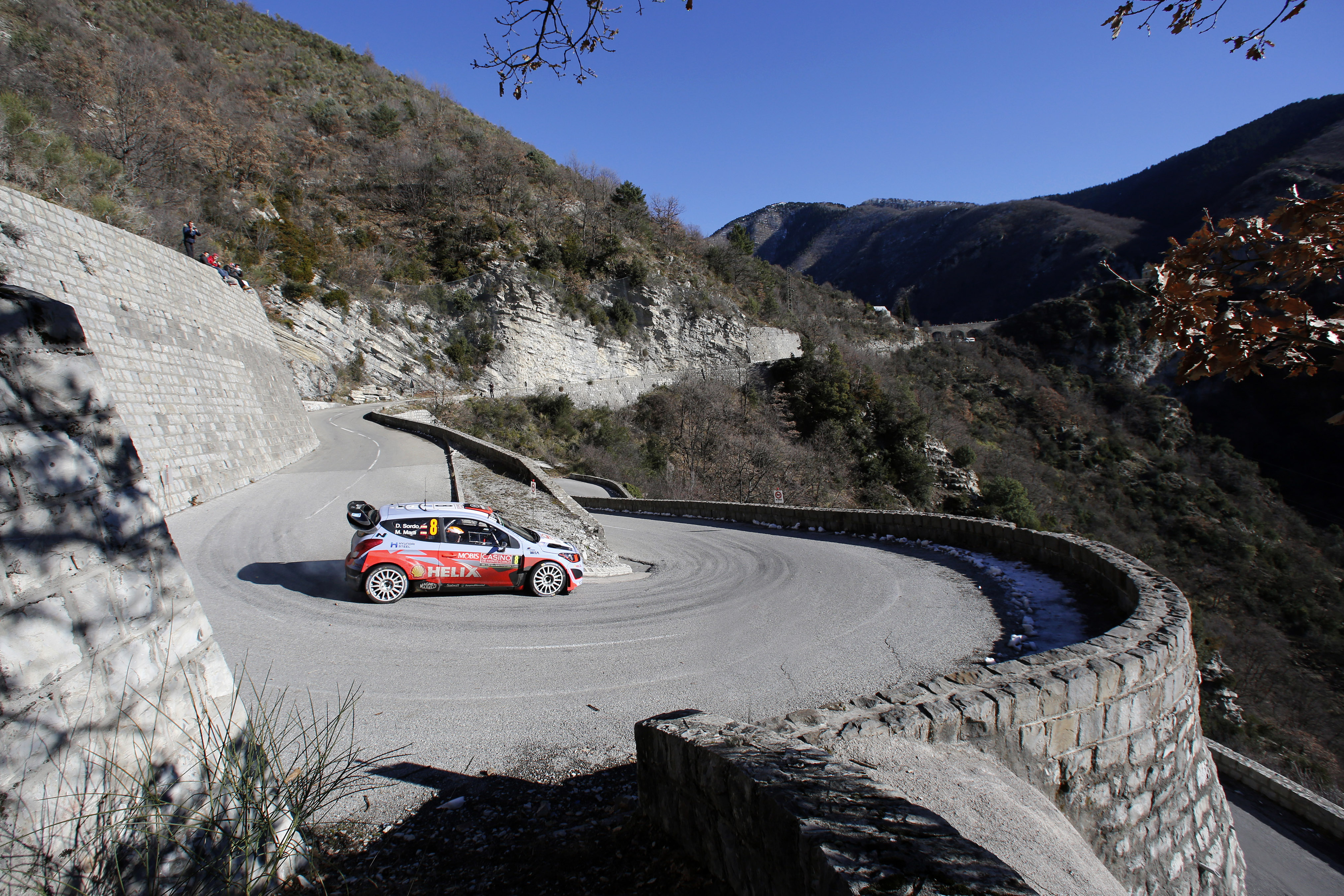
ドライターマック
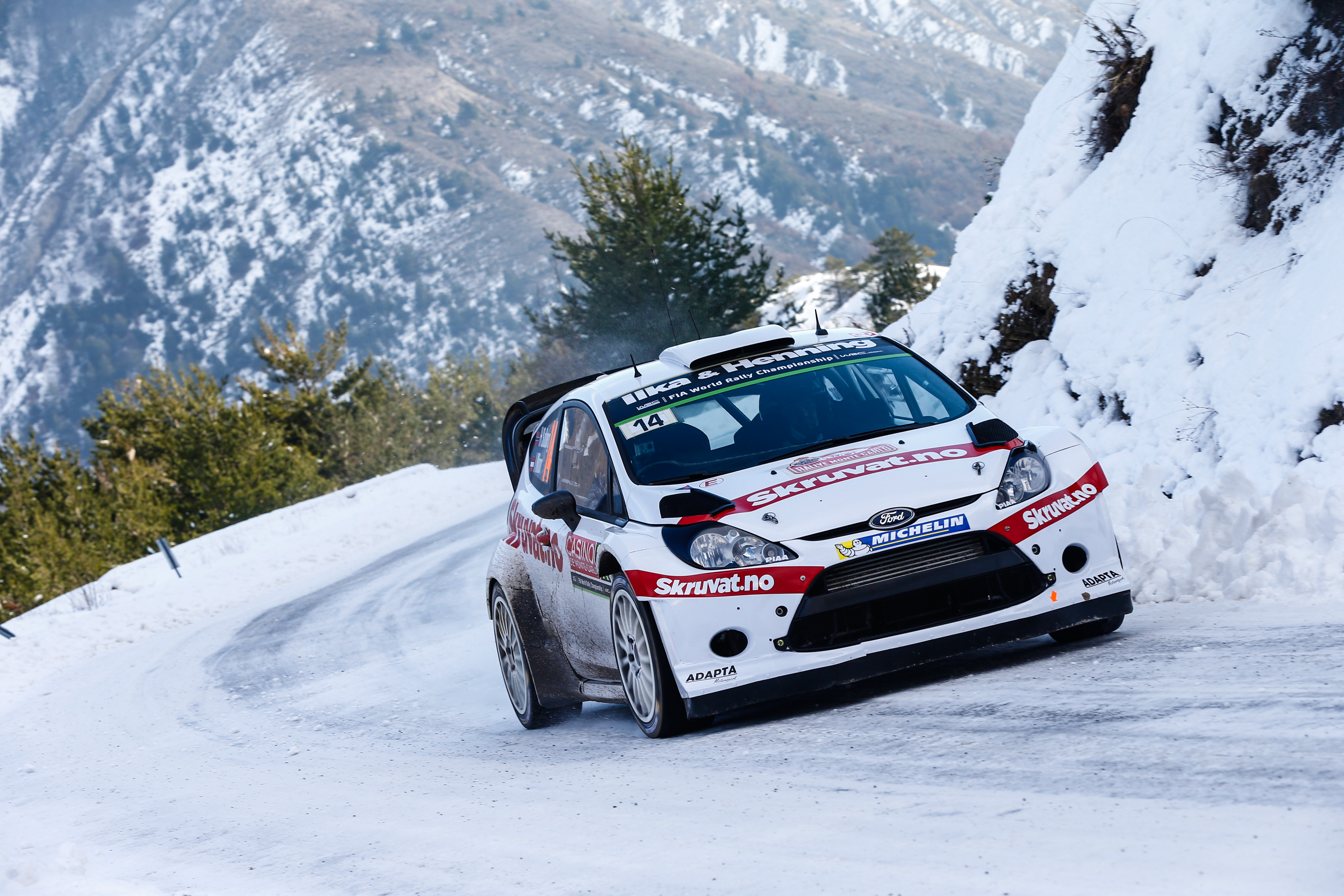
スノー/アイス
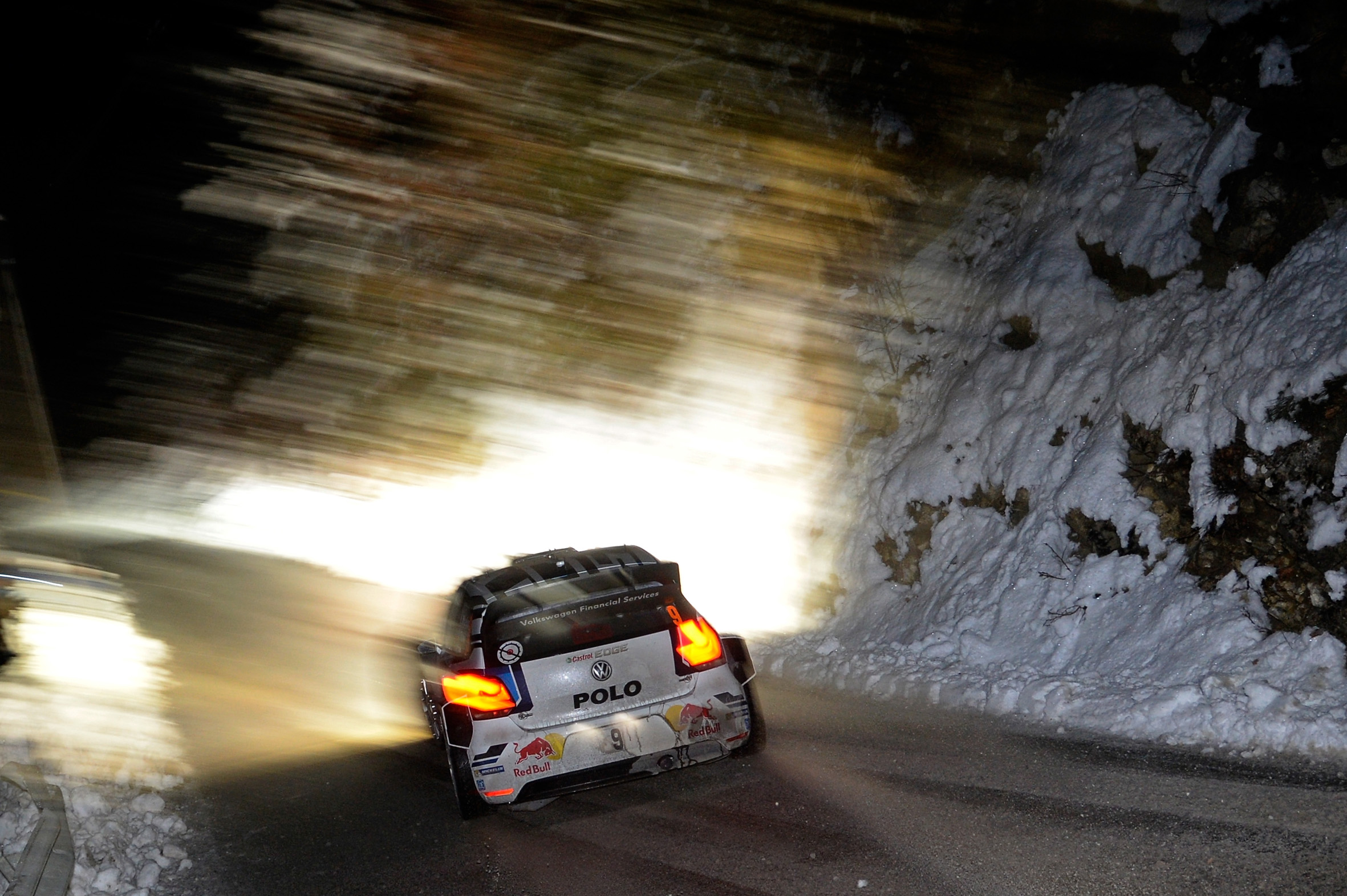
ナイトステージ
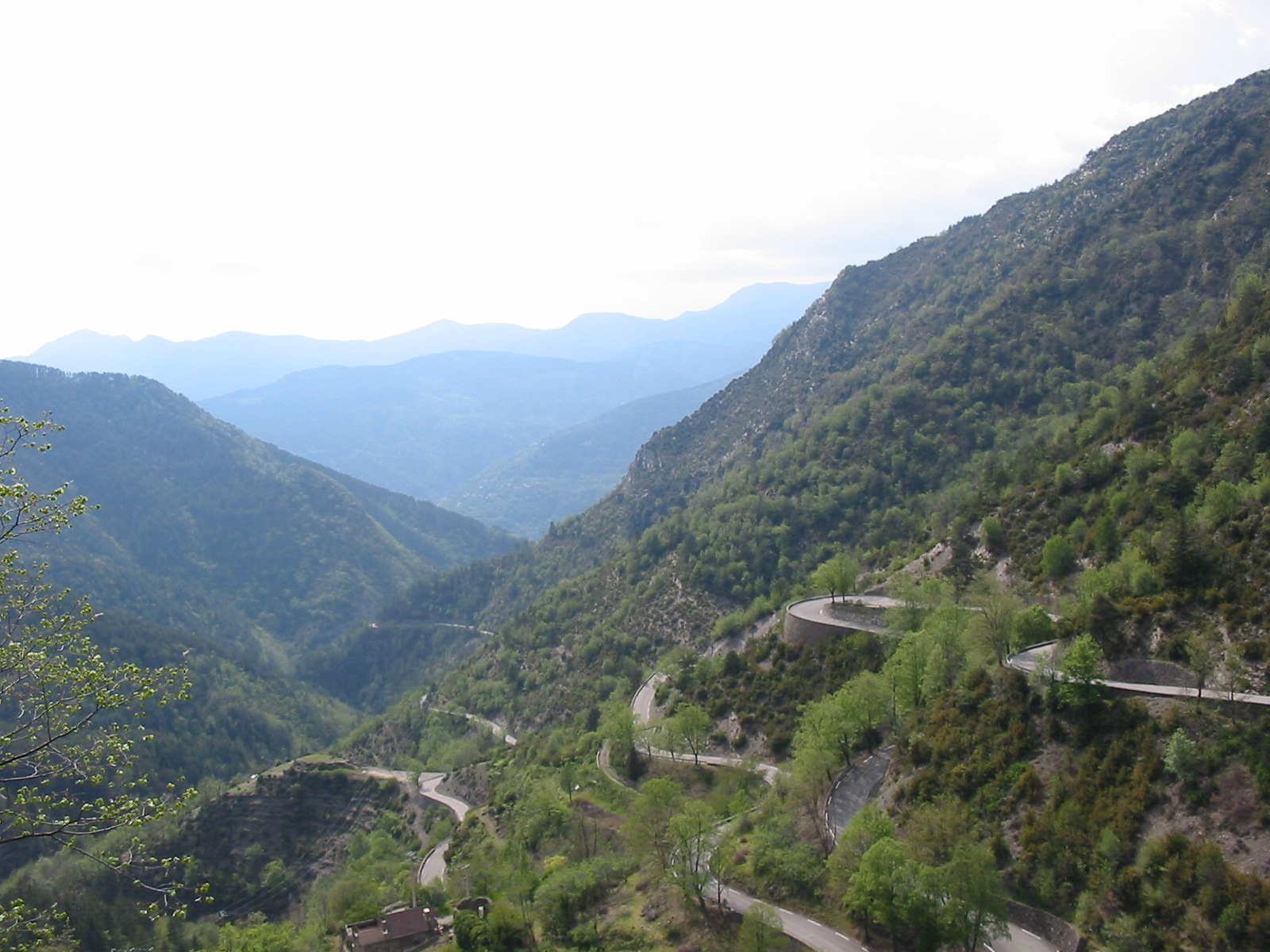
チュリニ峠
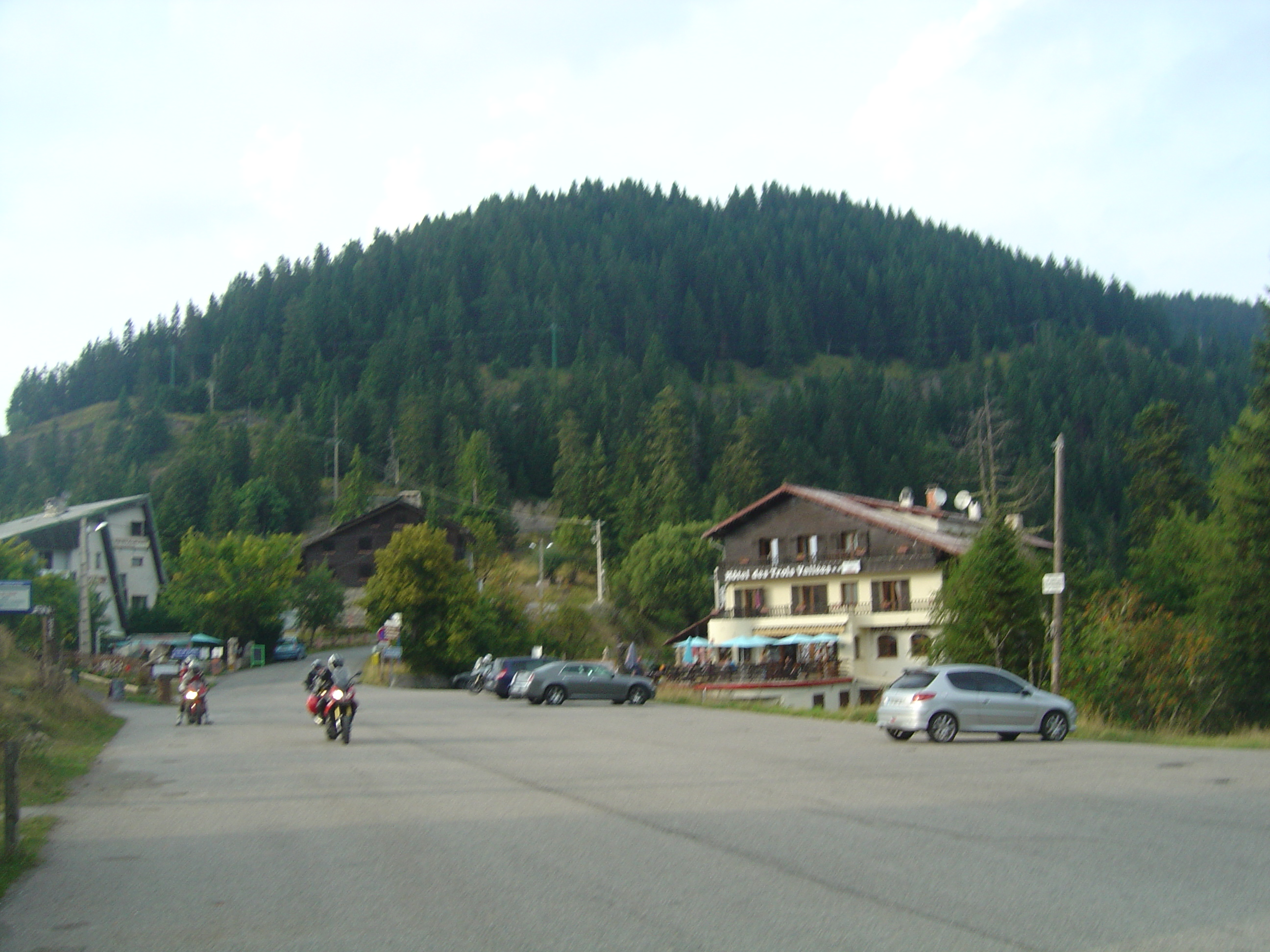
チュリニ峠頂上
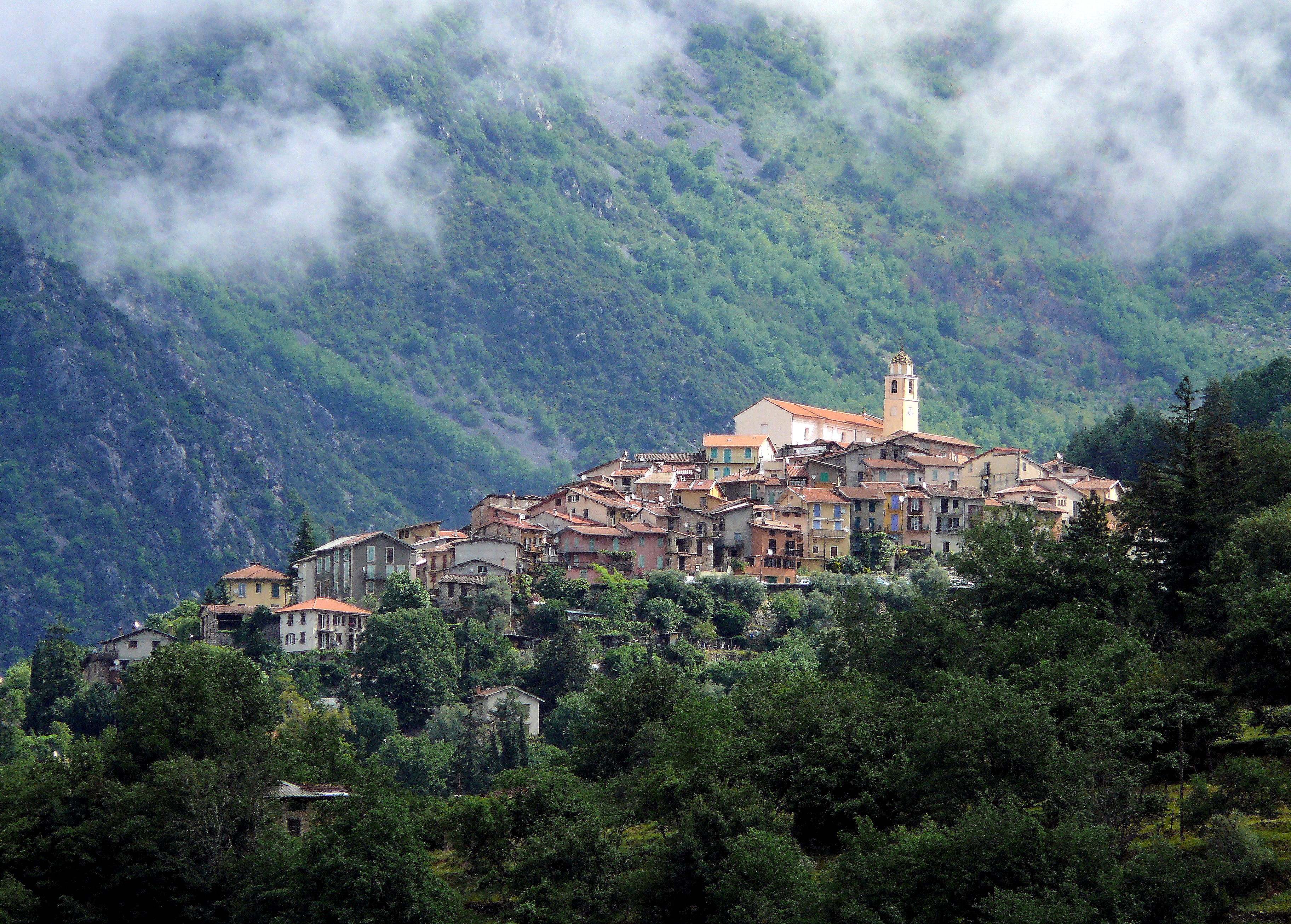
ラ・ボレーヌ・ヴェジュビー
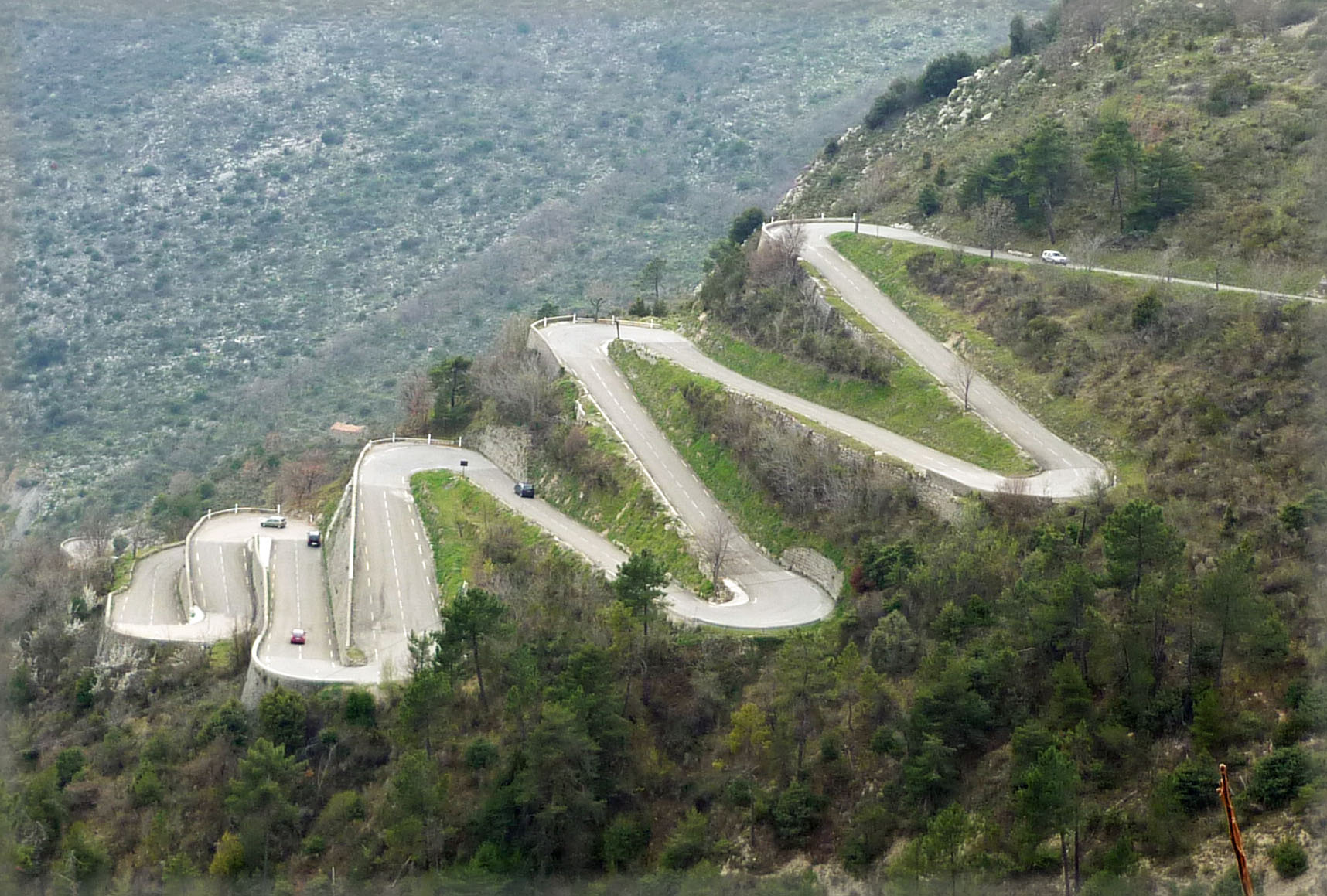
ブロー峠

## 歴史

### 発祥

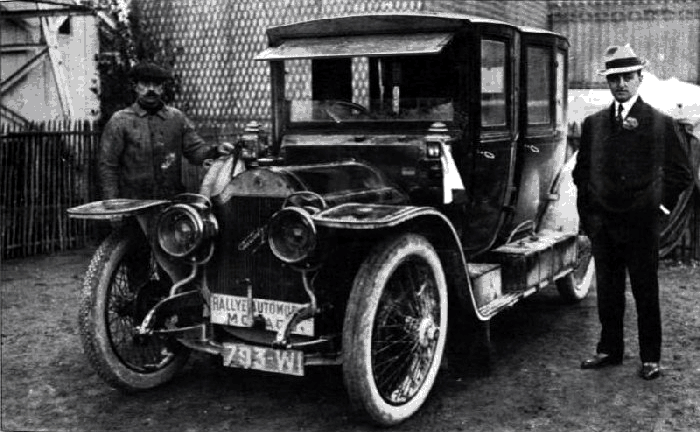
初代優勝者Henri Rougierと愛車テュルカ・メリー 25HP

1900年代初頭に盛んだった都市間レースが禁止されたあと、自動車競技はサーキット（閉鎖周回路）でスピードを競うレースと、公道で車の耐久性や運転の正確性を競うラリーに分化していく流れになる。ラリー・モンテカルロが企画された背景には、リゾート地モナコへ富裕層のバカンス客を呼び込もうという観光振興策があった。ヨーロッパ各地の都市から地図を頼りに南仏を目指し、真冬の山道を越えて地中海岸のモナコへ集合するというイベントには、富裕層のカーオーナーを惹きつける冒険的な魅力があった。当初は出発地からモナコに到着するまでの所要時間を競うイベントであり、1日の最高平均速度15.5マイル（約25km/h）、ルート上に設定された100kmを毎日走行するというルールがあった。また、上流階級の社交行事という色合いが濃く、車体のエレガントさやコンディションの審査結果も順位に反映された。
1911年の第1回大会は参加23台中18台が完走し、パリ発（距離1,020km）のアンリ・ルジェ (Henri Rougier) が優勝した。しかし、ベルリン発（距離1,800km）で最も早く到着したフォン・エスマルヒの降着を巡って「フランス贔屓」という批判が起きる。1912年の第2回大会も審議に対する揉め事が起こり、1913年と1914年は開催されず、さらに第一次世界大戦開戦によって10年間の空白期間に入る。

### モータースポーツイベントとしての成長

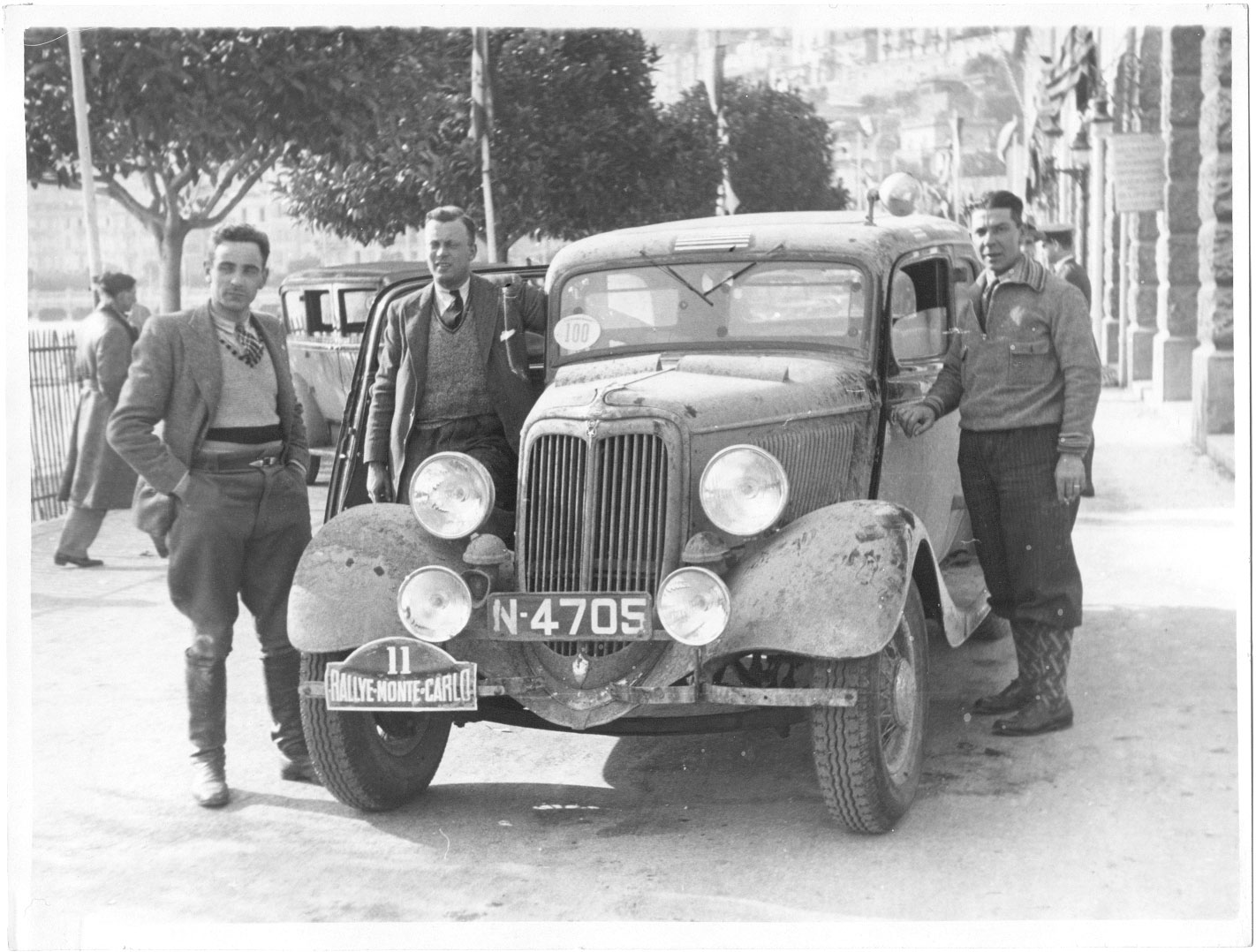
1934年出場車フォードV8

大戦が明け、1924年3月にラリー・モンテカルロが再開される。競技形態は第1回大会と変わらず、欧州各国よりスタートしたのは30台となる。この時の優勝車のスペックは、2.0L直列4気筒エンジンの仏車ビニュナン。
翌、1925年には従来通り1月開催に戻され、参加42台に対して完走32台。優勝はルノー・40CV。女性ドライバー、マルティンがランチア・ラムダを駆り2位に入った。スタート地点も各地に散らばっていき、もっとも遠方からのエントラントは北アフリカのチュニスからで、モンテカルロまでの走行距離はおよそ2,400マイル（約3,900km）にも及ぶおおらかな大冒険イベントとしての趣が大きかった。スタート地点ごとに、モンテカルロまでの距離に応じてのボーナスポイントが与えられはじめると完走率も高くなる。
1927年からは参加車両に変わった車が観られるようになり、マシンの大小・性能差に関わらず、ドライバーやコ・ドライバーの力量が試される競技へと変わっていく。
自動車技術の進歩により、1930年代よりフットワークのあるラリー向けのコーチビルダーマシンが続々と名を連ねるようになっていく。ドナルド・ミッチェル・ヒーリーは既製品メドウズ社製エンジンに積み替えたインビクタ・Sタイプ (Invicta) を駆り1931年に優勝、1932年に2位に入っている。1935年には開発に携わったトライアンフ・ドロマイトで出場するなど、モータースポーツに対する話題性に一躍買っていた。また、仏車オチキスとフォード・V8 (Ford Model B (1932)) 勢にも勢いがあり、1932年から1934年まで3連勝を成し遂げている。
1939年に第二次世界大戦が勃発すると、ラリー・モンテカルロは10年間中断する事となる。

### 復興変化の中の復活
戦前の環境下では専ら「選ばれし者とクルマ達による冒険」という趣があったが、10年のブランクを経て1949年に復活を遂げると、各メーカーが販売戦略の一環としてエントリーする巨大イベントのひとつとして変貌を遂げていく。
その変化はエントリー数に見て取れる様になり、1949年のエントラントは204台にものぼり、新興メーカーが低コストで大きな宣伝効果を狙うイベントにもなっていった。ブリストル等の変わり種も多かったが、イギリス・フォードはワークス・チームを編成して参加し始める。また、1951年よりバックヤードビルダーを始めとする英国車の参加が多くなっていくと、他のカテゴリで名声を挙げているスターリング・モス、ルイ・シロンなど有力ドライバー達の活躍により大会ステータスが年々向上していく。また1954年には、こうした選手達による減点ゼロ頻発を防ごうとスピード重視に規則改定し、GPコースでのスピードテストが加えられる。1955年になるとサンビーム・タルボ90 (Sunbeam-Talbot 90) がワークスとプライベーターで計19台参加し、プライベーターチームがワークス・チームを食うと言う番狂わせを演じている。

### ワークス・チームの台頭

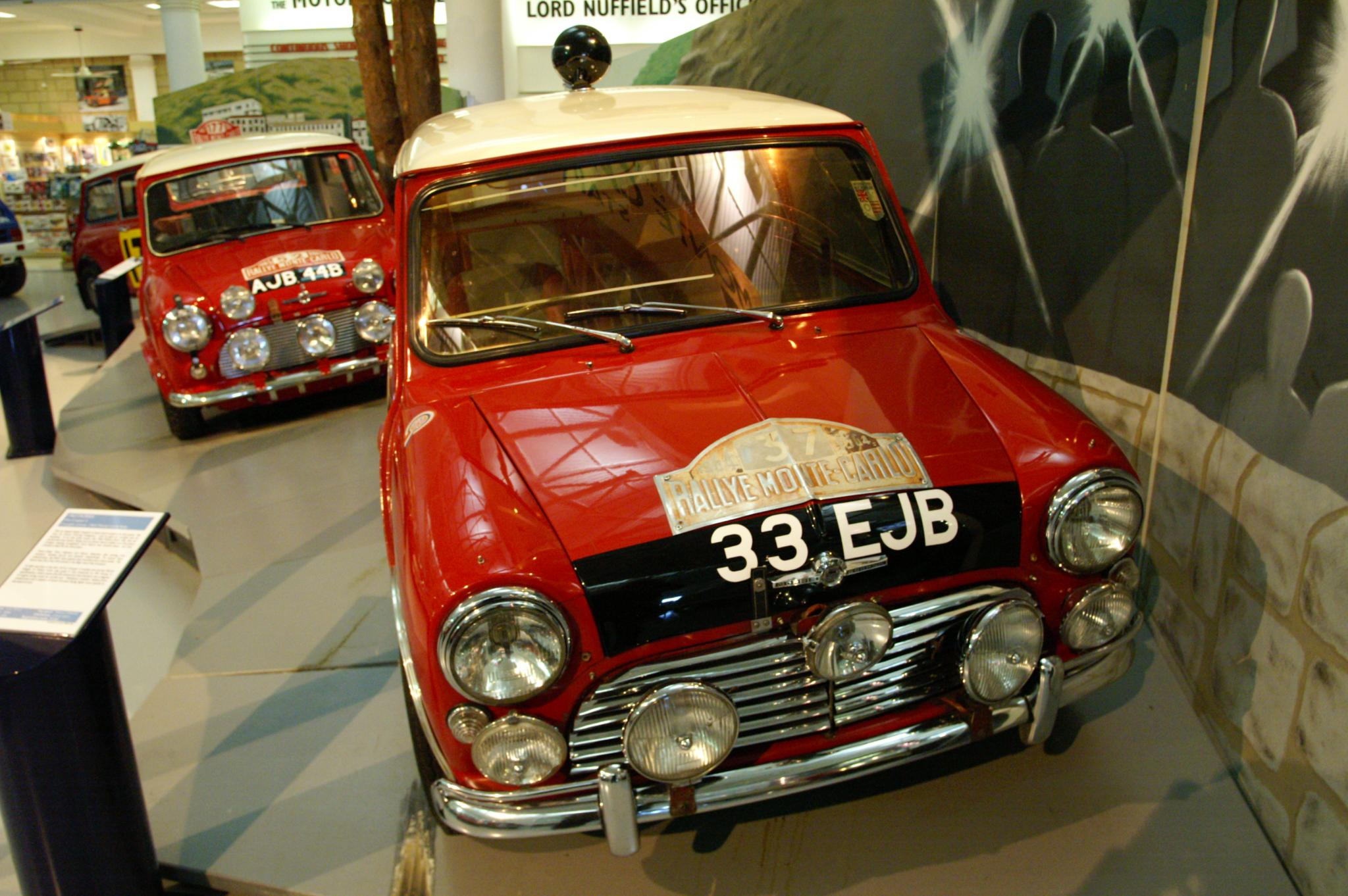
1963年に投入されたミニ・クーパー

1950年代後半より古き善きアマチュア主義の時代は終息して行くようにうかがえた。各メーカーが量産車とは名ばかりのコンベンショナルなラリー専用マシン（いわゆるワークスマシン）を作り上げ、プロフェッショナルなワークスチーム体制でしのぎを削るようになると、アマチュアドライバーが自分の車にわずかな改良を施してフロック等で好成績を得られるような競技レベルではなくなっていった。

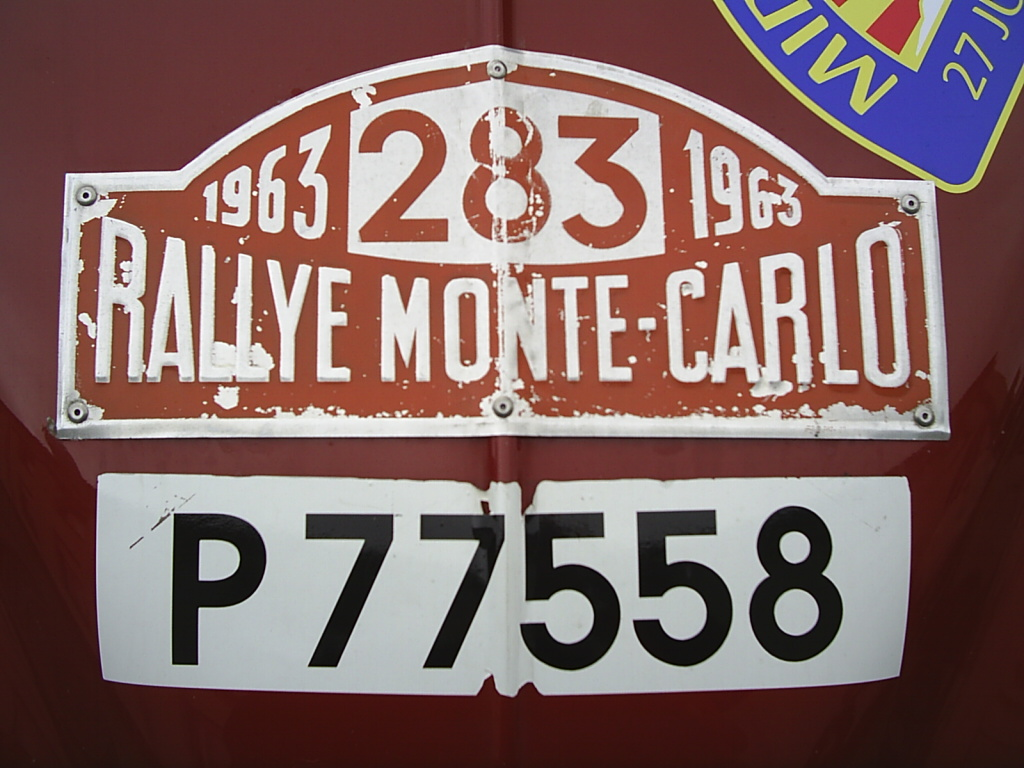
1963年大会のエントリープレート（サーブ96　エリック・カールソン車）

コンパクト小排気量FF車であるサーブ・96を駆るスタードライバー、エリック・カールソンは、メルセデスベンツ・220SE、シトロエン・DSなど並居るサルーンカーをよそに、1962年・1963年と連覇を成し遂げる。カールソンの活躍によるものも大きいが、当時ACMが設定していた排気量や車重、サイズに関わらず総合優勝を争えるようにしたハンディキャップ制度により、小型FF車でも勝利できるチャンスが巡ってきた。北欧系ドライバーが駆使する左足ブレーキング、FF車の特性を加味してのタックイン現象の利用により、モンテカルロのトリッキーな路面状況が次々と攻略されていく事になる。
サーブ以外にBMCがミニMkⅠを1960年に投入。1962年・1963年とミニ・クーパーへと進化させると、ラウノ・アルトーネンらが上位に食い込む活躍を見せる。この頃、後に英国フォードで手腕を発揮するスチュワート・ターナーがBMCワークスのマネージャーとなり、「ペースノート」、「レッキ」、「サービス計画」などの近代的なラリーシステムの骨格を導入し、モンテカルロでは後に常識となる「アイスノートクルー」を初めて起用した。ハンデを考慮し、マイナーチェンジしたモデルを複数クラスへ分散エントリーし、共倒れのリスクを避けるためコンサントラシオンのスタート地点を分けるなど、一歩先を進むオペレーションが行われていくことになる。
クーパーSへ進化すると、1964年にパディ・ホプカークがミニで初めての勝利を獲得。1965年はヘルシンキでBMCディーラーを営むティモ・マキネン、1967年はアルトーネンも勝者となる。1966年も1、2フィニッシュしていたが、主催者のACMがヘッドライトの規定違反として「失格」とし、スキャンダルとなった。この世代前後、FF車とRR車が約20年近く上位を独占する様になると「モンテではプロペラシャフト付きのクルマは勝てない」というジンクスが流布し、1980年代初頭までの時流となっていった。

### スポーツカー時代到来
1962年からの4年間に及ぶミニの活躍の潮時はやってくる。1964年を最後に最終日恒例のGPコースタイムトライアルが廃止されるも、1965年にはSS距離が初めて200kmを超すコース取りとなる。1966年には簡略化されていたFIA競技車両規則がJ項と言う形で整理され、それに応える形でACMも「ハンディキャップ制」を廃止し、純粋なSSタイムでランキングを決めていくルールへと変更されていく。
この流れに台頭してきたのがポルシェ・911とアルピーヌ・A110である。1968年は911Tのビック・エルフォード、アルピーヌのジェラール・ラルースら、スポーツカー選手権などで名を馳せる面々の活躍が目立つ。ドライコンディションではミニ・クーパーでも歯が立たず、アルピーヌ勢はチュリニ峠でラルースが観客の投げ込んだ雪塊でクラッシュするなどして全滅。ポルシェが1-2を飾りBMCミニが3～5位となると、BMCワークスはこの年限りでモンテから撤退する。
1969年にはSSの距離が408kmにまで伸びる。ポルシェはビヨン・ワルデガルドと移籍したラルースの911Sが、1968年～1970年にかけて大会史上37年ぶりに3年連続1-2を達成する。1971年、ポルシェが販売戦略として914/6を投入すると、2年連続3位であるアルピーヌにチャンスが訪れる。155馬力にまで進化させたA110を6台体制で投入し、オベ・アンダーソンをスポット起用して1-2-3を成し遂げる。
1972年は上位を独占していたアルピーヌ勢が全滅し、1968年大会での悲劇を乗り越えたサンドロ・ムナーリがランチア・フルヴィアHFで優勝する。WRC開幕戦として組み込まれることになった1973年はアルピーヌが1.8Lに進化し、1-2-3、5位と完勝を果たす。ポルシェワークスもラリー活動を縮小した事もあり、暫く誰もがこの流れが続くかに思えた。
1973年秋頃から第四次中東戦争含むオイルショックが発生し、多くのモータースポーツイベントが開催中止となる。ラリー・モンテカルロもそれに同調し、1974年の開催をキャンセルする。1年間のブランクを終えた1975年、コンサントラシオンを終えたラリーカーの勢力図はまた大きく変化して行く。
1960年代中盤より、ナイトステージ用にフォグランプ（ドライビングランプ）をステー等を使って後付搭載する様になり、1970年代ともなると一部スポーツカーを扱うチームではライトポッドとして一体型となり、メンテナンスにおいて取り外ししやすい装備形状への合理化と変化がみられる。1970年代前後は、路面の積雪や凍結状況をペースノートに的確に反映させる「アイスノートクルー」が普及する途上で、チーム-ドライバー間の無線交信が普及しておらず、観客がコース上に投げ入れた雪塊に、ドライ路面を得意とするスポット参戦の準レースドライバー達が足をすくわれ、結果に影響を及ぼす場面も時折見受けられた。

## 日本のエントラントによる挑戦

### ワークス参戦
日本のワークスチームで最初にモンテカルロに挑んだのは日産自動車であった。ダットサンチームの名の下、1965年より1967年までブルーバード1600SSS、1968年、1969年はフェアレディ2000、そして1971年から1973年に240Zを投入。
1968年は若手のハンヌ・ミッコラがフェアレディ2000で9位入賞、1971年は優勝経験のあるラウノ・アルトーネンを招き240Zで5位、後のオペル（GM・ユーロハンドラー）チーム監督として手腕を発揮する事になるトニー・フォールも10位と健闘する。続く1972年、アルトーネン（コ・ドライバー：ジャン・トッド）は3位と好成績を挙げ、日本でのラリー・モンテカルロの認知度は後のサザンクロス・ラリー、サファリラリー同様、一気に高まる事となる。
1979年、1980年にはWRC常連勢（トヨタ・セリカ等）の他にもホンダ・シビック RS等のスモールハッチがスポット参戦した。
1991年、トヨタ・セリカ GT-FOURが日本車として初優勝を飾って以来、三菱自動車やスバルの全盛期を含め、2000年代前半まで常時日本車が優勝争いをすることになる。
2017年、モンテカルロからTOYOTA GAZOO Racing Europe（代表：トミ・マキネン）がヤリスWRC（ヴィッツ）の2台体制で参加。ドライバーはヤリ-マティ・ラトバラとユホ・ハンニネン。テストドライバーはエサペッカ・ラッピ。

### プライベーターによる活躍
1970年代、この日産の活躍に刺激を受けた日本人ドライバーが次々とラリー・モンテカルロにプライベーターとしてスポット参戦する。
WRC組が混走となる1973年、トヨタ自工（当時）の山口義則によるトヨタ・セリカの初参戦を皮切りに、1975年には松波登が猪熊洋文と組み、富士重工（当時）のスバル・レオーネで出場し、1976年には後にWRCのシードドライバーとなった柑本寿一が森川修と組んで日産・サニー1200で出場。翌1977年には柑本は石垣勉と組み日産・サニー1200で総合32位完走。同年、中川一が日産・サニークーペで森川修と組み完走。1979年には中川一・森川修組がマツダ・RX-7でエントリー、日本人初となるクラス優勝をする。柑本はその後ブルーバードターボ、シルビア等で5回出場。。森川は押しも押されもせぬ日本人名コ・ドライバーとなり、1990年代後半まで折に触れ出場し、1997年には日下部保雄と組んで英ローバーのワークス・ミニ・クーパーSで当時のアルベール王子杯（Challenge Prince Albert de Monaco）クラスで出場している。
日本人による最多出場は1980年から1991年にかけて、歴代「日産・パルサー」で出場し続けた石川英正の11回となる。また、森川修もWRC 6回と後述のヒストリック9回の計15回となっている。
2006年、PWRC（プロダクションカー世界ラリー選手権）では、三菱ランサーエボリューションⅨで出場した奴田原文雄が優勝した。この成績は欧州圏外のドライバーとして初めての優勝であり、その後この記録は破られていない。

## 1973年以降の優勝者
| 年     | シリーズ | 優勝者                        | 優勝者                           | 車輌                                                |
| 年     | シリーズ | ドライバー                    | コ・ドライバー                   | 車輌                                                |
| ------ | -------- | ----------------------------- | -------------------------------- | --------------------------------------------------- |
| 1973年 | WRC      | ジャン=クロード・アンドリュー | ミシェル・プティ (BICHE)         | アルピーヌ・ルノーA110 1800                         |
| 1975年 | WRC      | サンドロ・ムナーリ            | マリオ・マヌッチ                 | ランチア・ストラトス HF                             |
| 1976年 | WRC      | サンドロ・ムナーリ            | マリオ・マヌッチ                 | ランチア・ストラトス HF                             |
| 1977年 | WRC      | サンドロ・ムナーリ            | シルヴィオ・マイガ               | ランチア・ストラトス HF                             |
| 1978年 | WRC      | ジャン=ピエール・ニコラ       | Vincent Laverne                  | ポルシェ・911                                       |
| 1979年 | WRC      | ベルナール・ダルニッシュ      | アラン・マエ                     | ランチア・ストラトス HF                             |
| 1980年 | WRC      | ワルター・ロール              | クリスチャン・ガイストドルファー | フィアット・131・アバルト                           |
| 1981年 | WRC      | ジャン・ラニョッティ          | ジャン＝マルク・アンドレ         | ルノー・5 ターボ                                    |
| 1982年 | WRC      | ワルター・ロール              | クリスチャン・ガイストドルファー | オペル・アスコナ 400                                |
| 1983年 | WRC      | ワルター・ロール              | クリスチャン・ガイストドルファー | ランチア・ラリー037                                 |
| 1984年 | WRC      | ワルター・ロール              | クリスチャン・ガイストドルファー | アウディ・クワトロ A2                               |
| 1985年 | WRC      | アリ・バタネン                | テリー・ハリーマン               | プジョー・205ターボ16                               |
| 1986年 | WRC      | ヘンリ・トイボネン            | セルジオ・クレスト               | ランチア・デルタS4                                  |
| 1987年 | WRC      | ミキ・ビアシオン              | ティツィアーノ・シヴィエロ       | ランチア・デルタHF 4WD                              |
| 1988年 | WRC      | ブルーノ・サビー              | ジャン＝フランソワ・フォーシーユ | ランチア・デルタHF 4WD                              |
| 1989年 | WRC      | ミキ・ビアシオン              | ティツィアーノ・シヴィエロ       | ランチア・デルタ インテグラーレ                     |
| 1990年 | WRC      | ディディエ・オリオール        | ベルナール・オセッリ             | ランチア・デルタ HF インテグラーレ 16V              |
| 1991年 | WRC      | カルロス・サインツ            | ルイス・モヤ                     | トヨタ・セリカ GT-FOUR                              |
| 1992年 | WRC      | ディディエ・オリオール        | ベルナール・オセッリ             | ランチア・デルタ HF インテグラーレ エボルツィオーネ |
| 1993年 | WRC      | ディディエ・オリオール        | ベルナール・オセッリ             | トヨタ・セリカ GT-FOUR                              |
| 1994年 | WRC      | フランソワ・デルクール        | ダニエル・グラタループ           | フォード・エスコート RS コスワース                  |
| 1995年 | WRC      | カルロス・サインツ            | ルイス・モヤ                     | スバル・インプレッサ WRX                            |
| 1996年 | W2L      | パトリック・ベルナルディーニ  | ベルナール・オセッリ             | フォード・エスコート RS コスワース                  |
| 1997年 | WRC      | ピエロ・リアッティ            | ファブリツィア・ポンス           | スバル・インプレッサ WRC                            |
| 1998年 | WRC      | カルロス・サインツ            | ルイス・モヤ                     | トヨタ・カローラWRC                                 |
| 1999年 | WRC      | トミ・マキネン                | リスト・マニセンマキ             | 三菱・ランサーエボリューションVI                    |
| 2000年 | WRC      | トミ・マキネン                | リスト・マニセンマキ             | 三菱・ランサーエボリューションVI                    |
| 2001年 | WRC      | トミ・マキネン                | リスト・マニセンマキ             | 三菱・ランサーエボリューションVI                    |
| 2002年 | WRC      | トミ・マキネン                | カイ・リンドストローム           | スバル・インプレッサ WRC                            |
| 2003年 | WRC      | セバスチャン・ローブ          | ダニエル・エレナ                 | シトロエン・クサラ WRC                              |
| 2004年 | WRC      | セバスチャン・ローブ          | ダニエル・エレナ                 | シトロエン・クサラ WRC                              |
| 2005年 | WRC      | セバスチャン・ローブ          | ダニエル・エレナ                 | シトロエン・クサラ WRC                              |
| 2006年 | WRC      | マーカス・グロンホルム        | ティモ・ラウティアイネン         | フォード・フォーカスWRC                             |
| 2007年 | WRC      | セバスチャン・ローブ          | ダニエル・エレナ                 | シトロエン・C4 WRC                                  |
| 2008年 | WRC      | セバスチャン・ローブ          | ダニエル・エレナ                 | シトロエン・C4 WRC                                  |
| 2009年 | IRC      | セバスチャン・オジェ          | ジュリアン・イングラシア         | プジョー・207 S2000                                 |
| 2010年 | IRC      | ミッコ・ヒルボネン            | ヤルモ・レーティネン             | フォード・フィエスタ S2000                          |
| 2011年 | IRC      | ブリアン・ブフィエ            | ザビエル・パンセリ               | プジョー・207 S2000                                 |
| 2012年 | WRC      | セバスチャン・ローブ          | ダニエル・エレナ                 | シトロエン・DS3 WRC                                 |
| 2013年 | WRC      | セバスチャン・ローブ          | ダニエル・エレナ                 | シトロエン・DS3 WRC                                 |
| 2014年 | WRC      | セバスチャン・オジェ          | ジュリアン・イングラシア         | フォルクスワーゲン・ポロ R WRC                      |
| 2015年 | WRC      | セバスチャン・オジェ          | ジュリアン・イングラシア         | フォルクスワーゲン・ポロ R WRC                      |
| 2016年 | WRC      | セバスチャン・オジェ          | ジュリアン・イングラシア         | フォルクスワーゲン・ポロ R WRC                      |
| 2017年 | WRC      | セバスチャン・オジェ          | ジュリアン・イングラシア         | フォード・フィエスタ RS WRC                         |
| 2018年 | WRC      | セバスチャン・オジェ          | ジュリアン・イングラシア         | フォード・フィエスタ RS WRC                         |
| 2019年 | WRC      | セバスチャン・オジェ          | ジュリアン・イングラシア         | シトロエン・C3 WRC                                  |
| 2020年 | WRC      | ティエリー・ヌービル          | ニコラ・ジルスール               | ヒュンダイ・i20クーペWRC                            |
| 2021年 | WRC      | セバスチャン・オジェ          | ジュリアン・イングラシア         | トヨタ・ヤリスWRC                                   |
| 2022年 | WRC      | セバスチャン・ローブ          | イサベル・ガルミシュ             | フォード・プーマ ラリー1                            |
| 2023年 | WRC      | セバスチャン・オジェ          | ヴァンサン・ロンデ               | トヨタ・GRヤリス ラリー1                            |
| 2024年 | WRC      | ティエリー・ヌービル          | マルティン・ウィダグ             | ヒョンデ・i20 N ラリー1                             |
| 2025年 | WRC      | セバスチャン・オジェ          | ヴァンサン・ロンデ               | トヨタ・GRヤリス ラリー1                            |

- 1974年はオイルショックの影響で開催をキャンセル。
- 1996年は2リッターワールドカップ (W2L) として開催。

## ラリー・モンテカルロ・ヒストリック
現在、ゆかりのあった「パルクール・デ・コンサントラシオン」は「ラリー・モンテカルロ・ヒストリック」として1997年から受け継がれており、1955年から1980年までのモンテカルロ・ラリーに当時参戦記録のあった車両がエントリー可能で、毎年世界中のエンスージアストの手によりレストアされ集う、現代版ミッレミリア同等の競技としてカテゴライズされている。FIAヒストリック・ラリー選手権の初戦。

### 参戦資格
以下、100周年である2011年大会のレギュレーション上では、FIAのヒストリックラリーカテゴリに準じ、1955年の第25回大会から1980年の第48回大会までACMが把握しているラリー・モンテカルロ出場記録に記録が残っている車種でなければエントリーできない。かつ、2005年例ではFIA発行の「ヒストリックカー」証明書の所持も必要となり、条件をパスしていたとしてもドライバー・コドライバーの戦歴を考慮した上で選考漏れする例があり、参戦は誰しもができるわけではない。

### 競技形式
競技の形式的には近代版ミッレミリア等とは異なり、コンマ1秒を争うレギュラリティラン形式が用いられ、他の短距離のパレード的なデモンストレーションランと言えるヒストリックカー競技とは一線を画している。その最大の魅力としては昔ながらの一週間で計3,000km超とする走破距離にあり、2011年ルールでのスタート地点の選択肢はスコットランドのグラスゴー、ポーランドのワルシャワ、モロッコのマラケシュ、スペインのバルセロナ、フランスのランスにパルクフェルメが設定され、現地で車検を終えた順に出走当日まで保管後、出走と言う流れとなる。ただし、距離面で有利となるスタート地点であるランスとバルセロナは年式が古いクラスと小排気量車クラスのみエントリーが許されている。

### 競技詳細
スタート地点により走破日数が異なるコンサントラシオンを無事完走すると、第2ステージである「エタップ・クラスマン」から「エタップ・コミュン」1、2と1日ずつのスケジュールとなり、コミュン2到着直後はチュリニ峠のSSが含まれるナイトステージである「エタップ・フィナル」へとコマが進められる。ヒストリックでのグラスゴーからのスタートの場合、全行程7日間。全走行距離はゆうに3,500kmを超える。
それまでのWRCラリーラウンド上ではエタップ・クラスマンよりコマ地図が各エントラントに配布されるが、ヒストリックの場合は全ステージとも原則としてレギュラリティ・テスト区間であるZR区間（WRCでのSSにあたる）以外配布されない（これも現在は廃止されている）。
ZR区間では区間指示速度が与えられ、その区間実走時間との差分減点となり、指示速度は50km/hに近い速度からなり、SSではスタート/フィニッシュ間で車載GPSにより数か所でタイム計測が行われる。2011年のZR区間は14か所にのぼり、最長区間距離は66kmに及ぶ箇所もある。
いずれも、現地交通法規より低い指示速度を与えられている建前上、競技中は区間封鎖はされないため、不意の対向車が現れたりするところは昔ながらのルールさながらである。ただし、区間やその時の路面状態により、その指示速度が維持できないことも多く、結果的に普通のスペシャルステージのように「速い者勝ち」となることも多い。
コ・ドライバーのZR区間での役割としては常に指示速度どおりに進んでいるかを機械式トリップメーターと計算機で計算しながらの進行となり、いわゆる近年のラリーコンピューターの類は使用は許されていない。中には車体前輪に車速センサを取り付け、カーナビを堂々とつけるエントラントも見受けられるが、古き良きラリーを楽しむエントラントは社交辞令として勿論装着はしていない。

### エントラント
往年の世界ラリー選手権経験ラリードライバーやレーシングドライバーからのエントラントも多く、ジャン・ラニョッティやブルーノ・サビー、ラウノ・アルトーネン、エリック・コマス、ブルーノ・ティリー、ヴァルター・ロールらも参戦しているため、上位層は非常にレベルの高い走りとサポートが要求される。

### 日本のエントラントによる参戦
2009年には前述の中川一・森川修が1979年にクラス優勝したマツダRX-7そのもので出場し完走（サービス隊も1979年時と同じ体制）。2011年には森川修が日本人エントラントのコ・ドライバーとして日産・240Zで出走。また2012年、2013年、2014年にも連続出場のあと2017年、2019年、2020年、2024年にも出場している。
2011年、東京大学特任教授(当時)の草加浩平率いる東京大学とホンダテクニカルカレッジ関東の学生たちは授業の一環として世界初となる学生チームによるラリー･モンテカルロ･ヒストリック参戦を果たした。同授業は東京大学の掲げる国際化教育とタフな東大生を育成する場として、計画・運営・資金調達・規則翻訳・レストア・整備・改造まで全てを学生が担当した。日本での活動に加え、現地に於ける競技車の整備・修復・サポートまで一貫して学生が行うという今までに類をみない画期的な授業として日本のみならず世界各国でも注目を集めた。学生チームはトヨタ・スプリンタートレノ (TE27) を競技車両としてレストア・改造・整備を行った。草加浩平と現オリジナルボックス代表である国政久郎のタルガ・タスマニアにおけるクラス＆カテゴリー優勝経験のあるコンビがグラスゴーより出走した。競技車両のTE27に大きなトラブルはなく、現地でサービスを行った学生たちもワークスさながらのサービスワークをこなし無事完走を果たした。学生チームは、日本人として史上最高位を獲得し、大会参加者からも賞賛を受ける結果となった。
世界最高知名度の伝統的ラリーに教育の一環として学生チームが出場するということは現地ヨーロッパでも注目を集め、東京大学・ホンダテクニカルカレッジ関東チームはテレビニュースや新聞、雑誌などに多数取材を受け、世界各国で放映・掲載された。この学生プロジェクトは2012年に松波登・森川修組TA22セリカ、山口義則・木村哲也組TE27トレノで参戦し2台完走を果たした後、2013年から17年は対象を他のイベントに変更したものの、2018年以降東京大学とホンダテクニカルカレッジ関東の共同プロジェクトとして再びRallye Monte-Carlo Historiqueに参戦している。
上記の様に、ホンダ・シビック 1200RS(EB1)、トヨタ・カローラ・レビン＆スプリンター・トレノ(TE27)、トヨタ・セリカ(TA22)、日産フェアレディ240Z 等のモータリゼーション期に投入された車で当時の参戦メンバーの手により2000年代中頃から参戦するエントラントも多数見受けられる。